# Andrei Cobeț
Andrei Cobeț (Tiráspol, 3 de enero de 1997) es un futbolista moldavo que juega en la demarcación de delantero para el FC Milsami Orhei de la Superliga de Moldavia

## Selección nacional
Tras jugar con la selección de fútbol sub-17 de Moldavia y la sub-19, finalmente hizo su debut con la selección absoluta el 10 de junio de 2022 en un encuentro de la Liga de Naciones de la UEFA 2022-23 contra Letonia, partido que finalizó con un resultado de 2-4 a favor del combinado letón tras dos dobletes de Vladislavs Gutkovskis y Jānis Ikaunieks respectivamente para Letonia, y de Ion Nicolăescu y Nichita Moțpan para Moldavia.

## Clubes
| Club                    | País        | Año       | Partidos | Goles |
| ----------------------- | ----------- | --------- | -------- | ----- |
| FC Sheriff Tiraspol     | Moldavia    | 2018      | 12       | 2     |
| FC Dinamo-Auto Tiraspol | Moldavia    | 2019-2020 | 19       | 2     |
| FC Florești             | Moldavia    | 2020-2021 | 46       | 17    |
| FC Slavia Mozyr         | Bielorrusia | 2022-2024 | 64       | 9     |
| FC Torpedo Zhodino      | Bielorrusia | 2024-2025 | 25       | 1     |
| FC Slavia Mozyr         | Bielorrusia | 2025      | 11       | 0     |
| FC Milsami Orhei        | Moldavia    | 2025-     | 4        | 2     |